# あみじゃかん
あみじゃかんは日本のヒップホップグループである。2003年5月に結成。
ヒップホップ以外にも様々なグッドミュージックの要素を取り入れている。

## メンバー
- DOGMA（どぐま、MC）
- e.t（いーてぃー、Trackmaker）
- なお、LIVE DJとして、DJ 104がサポート。

## 概要
- 関東を中心に各地で活動するDOGMAとe.tの2人組グループ。2003年秋に放送されたMTVとFIRSTKLAS(ZEEBRA,DJ KENBO,今井了介)が主催したオーディション番組『MTV STARTOUR』に応募し、全国3000組の中から急遽設けられた「特別賞」を受賞。2004年2月、すべて手作りのオンデマンドDEMO CD音源『号外』をリリース。公式サイトとLIVE会場のみで販売するが注文が殺到した為、手作りが追いつかなくなり販売終了。2005年12月には、1stアルバム『DEARBROS.』を、2006年9月に2ndミニアルバム『号外2』を全国リリース。
- DOGMAは、映画『バックダンサーズ!』の劇中挿入曲に天上智喜と共に楽曲参加をしている。また、レゲエバンドTHE CARIB ROCKSの客演で参加し、DRY&HeavyのAo inoueやCHAPPA RANKS、FLY-Tと共に参加し、アルバムや7インチレコードをリリースしている。
- e.tは、Trackmakerだけでなくドラマーとしても活動。バンドpocketlifeのドラム(現在は脱退)としてアルバムリリースし、『フジ・ロック・フェスティバル 2005 ルーキーa GO GO!』にも出演。また、THE CARIB ROCKSのサポートドラムとして参加し、アルバムなどをリリース。あみじゃかんでは、ジャンルレスでオリジナリティー溢れる音楽性でそれぞれを演奏して制作する一人バンドスタイルが特徴的。

## ディスコグラフィー

### アルバム
- DEARBROS(2005年12月3日) - 1stアルバム。

1. Desk Session(Intro)
2. WAKE UP
3. Anti-category
4. LEVEL THE SOUL
5. LADYZ×3
6. train(Skit)
7. DEARBROS.
8. D.O.G.M.A...I
9. ハイイロ
10. ララバイ
11. Enslaved
12. 成功の方程式
13. Bonus track(STEP UP)

### ミニアルバム
- 号外(2004年2月) - 1stミニアルバム。オフィシャルサイト及びライヴ会場限定での販売、手作りであった。現在販売終了。
- 号外2(2006年9月3日) - 2ndミニアルバム。

1. Japanese Mind
2. My way
3. CM(Skit)
4. MIC
5. Crew
6. 友達の唄
7. 祈り

### 12インチレコード
- ワンライフ(2008年7月29日)

SIDE-A
1. ワンライフ
2. ワンライフ - Inst
3. ワンライフ - Acapella

SIDE-B
1. Japanese Mind
2. 成功の方程式
3. 祈り
4. In Da Club feat.TRISTAH

### 配信限定
- あみじゃかん『Mixed』(2006年12月3日) - ミックスアルバム。

### VA
- DOPE CONNECTION VOL.1（2007年8月1日）
  - 20. ワークアウト